# アノプロサウルス
アノプロサウルス（学名 Anoplosaurus　「非武装のトカゲ」の意味）は前期白亜紀に現在のイングランドに生息したノドサウルス科の草食恐竜の属の一つである。化石はケンブリッジシャーにあるケンブリッジ・グリーンサンドのアルブ期の地層から発見されている。過去には装甲した恐竜に分類されたり、鳥脚類に分類されたりしてきたが現在では曲竜類に分類されている。

## 研究史
ハリー・シーリーは1879年にケンブリッジシャー、リーチで発見された頭骨を含まないばらばらの部分骨格に基づいてこの属を命名した。この標本化石は左の歯骨、頸椎、胴椎、仙椎などの多数の椎骨、肩帯の一部、断片的な上腕骨、左の大腿骨、左の脛骨、足の骨、肋骨他の部分的な骨で構成されている。約150 cmと小型であるためシーリーはこの標本が幼体のものである可能性があると考えた。タイプ種はAnoplosaurus curtonotusである。属名はギリシャ語で「武装した」を意味するὁπλο~（hoplo~）に由来し、発見時に装甲プレートがなかったことにちなんだものである。種小名はラテン語で「短い」を意味するcurtusとギリシャ語で「背中」を意味するνῶτον（noton）から派生したものである。
第2の種Anoplosaurus majorは種小名は「より大きいもの」という意味で、1879年により1つの頸椎と3つの部分的な尾椎にもとづいて命名された。この化石はタイプ種が発見されたのと同じ累層で発見され、以前にはAcanthopholis stereocercusのものとされていたものである。この種は現在ではキメラとされ、頸椎は曲竜類のもので、尾椎は不定のイグアノドンティアのものであるとみなされている。
シーリーはアノプロサウルスを一般的な恐竜と分類したが、スケリドサウルスやポラカントゥスと近縁である可能性があると考え、属名でそのことを示した。また、別の研究者もこの恐竜が装甲を持っていたとみなし始めた。1902年にフランツ・ノプシャは両種をアカントフォリス属に分類し、Acanthopholis curtonotusおよびAcanthopholis majorとした。1923年、ノプシャは一部の化石はアカントフォリスに属するとする一方、カンプトサウルス科のものであるとして残りの化石をこの属から除いた。ノプシャによる提案は混乱を生じ、アノプロサウルスとカンプトサウルス科に分類する著者も現われ、この状況は（イグアノドンティアの分類が修正されるまで）数十年続いた。
1964年、オスカー・クーンはSyngonosaurus macrocercus Seeley 1879をAnoplosaurus macrocercusへと改名した。1969年、Rodney SteelはEucercosaurus tanyspondylus Seeley 1879をAnoplosaurus tanyspondylusへと改名した。シンゴノサウルスもエウケルコサウルスも現在では疑問名（nomen dubium）とみなされており、この結果これら2種のアノプロサウルスの種も無効と同義である。
1998年、Xabier Pereda-SuberbiolaおよびPaul BarrettはAnoplosaurus curtonotusの化石の検証を行った。その結果A. curtonotusは基底的なノドサウルス科であり、装甲がないのはこの標本が若いうちに死んだ個体のものであるためだとした。歯列が長いことと仙椎が少ないことから基底的な位置とされる。シーリーは一連のシンタイプの中でどれがホロタイプか示さなかった。Pereda-SuperbiolaおよびBarrettはそこで右の肩甲骨である標本SMC B55731を選びレクトタイプに指定した。高い肩峰突起に曲竜類の特徴が表れている。リーチで発見された他のノドサウルス科の化石である標本SMC B55670 - 55742はパラレクトタイプに指定された。Pereda-SuperbiolaおよびBarrettはこれらの化石が実はケンブリッジ・グリーンサンドで発見されたものではなく、同じアルブ期の上部ゴート・クレイ（en）で発見されたものである可能性があると考えた。というのも、これら骨格の要素は単一の個体に由来すると見られ、再体積の多い海成のグリーンサンド由来である可能性が否定されるからである。またAnoplosaurus curtonotusは正当な分類群の可能性があるとしている。その後の再検討でもアノプロサウルスが曲竜類だという解釈は支持されている。

## 生態
アノプロサウルスはノドサウルス科であるとすると、四足歩行で、低い姿勢の草食動物であり、装甲で体を保護していたと推定される。

## 参照
1. 1 2  Seeley, H. G. (1879). “On the Dinosauria of the Cambridge Greensand”. Quarterly Journal of the Geological Society 35:  591–635. doi:10.1144/GSL.JGS.1879.035.01-04.42.
2. 1 2 3  Pereda-Suberbiola, X.; Barrett, P.M. (1999). “A systematic review of ankylosaurian dinosaur remains from the Albian of England”. Special Papers in Palaeontology 60:  177–208. ISBN 978-0-901702-67-8.
3. 1 2 3  Vickaryous, M.K., Maryańska, T., and Weishampel, D.B., (2004). Ankylosauria. In: Weishampel, D.B., Dodson, P., and Osmólska, H. (eds.). The Dinosauria (second edition). University of California Press:Berkeley 363-392. ISBN 0-520-24209-2
4. ↑  Norman, D.B. 2004. Basal Iguanodontia. In: Weishampel, D.B., Dodson, P., and Osmólska, H. (eds.). The Dinosauria (second edition). University of California Press:Berkeley, 413-437. ISBN 0-520-24209-2.
5. ↑  Zittel, K.A. (1893). Traité de Paléontologie III, Paléozoologie, Vertebrata (Pisces, Amphibia, Reptilia, Aves). Paris:Doin, xii-894. [French]
6. ↑  Hennig, E. (1915). Kentrosaurus aethiopicus. Die Stegosaurier-Funde von Tendaguru Deutsch-Ostravrika. II. Historisch-systematische Einführung. Palaeontographica Supplement 7: 103-253. [German]
7. ↑  F. Nopcsa, 1902, "Notizen über cretacische Dinosaurier", Sitzungsberichte der Mathematisch-Naturwissenschaftlichen Classe der Kaiserlichen Akademie der Wissenschaften 111(1): 93-114
8. ↑  Nopcsa, Baron Francis (1923). “Notes on the British dinosaurs, Part IV: Acanthopholis”. Geological Magazine 60 (5):  193–199. doi:10.1017/S0016756800085563.
9. ↑  E. Stromer, 1934, "Ergebnisse der Forschungsreisen Prof. E. Stromers in den Wüsten Ägyptens. II. Wirbeltierreste der Baharîje-Stufe (unterstes Cenoman). 13. Dinosauria", Abhandlungen der Bayerischen Akademie der Wissenschaften Mathematisch-naturwissenschaftliche Abteilung, Neue Folge 22: 1-79
10. ↑  Norman, D.B., and Weishampel, D.B. (1990). Iguanodontidae and related ornithopods. In: Weishampel, D.B., Dodson, P., and Osmólska, H. (eds.). The Dinosauria. University of California Press:Berkeley, 510-533. ISBN 0-520-06727-4.
11. ↑  Carpenter, K. (2001). Phylogenetic analysis of the Ankylosauria. In: Carpenter, K. (ed.). The Armored Dinosaurs. Indiana University Press:Bloomington 455-483. ISBN 0-253-33964-2